# Knud Børge Overgaard
Knud Børge Overgaard, né le 21 mars 1918 et mort le 20 octobre 1985, est un footballeur international danois. Il évoluait au poste de défenseur.

## Biographie

### En club
Knud Børge Overgaard commence sa carrière au sein l'AGF Aarhus dans les années 1930.
Il est joueur du B 93 Copenhague dans les années 1940,.

### En équipe nationale
International danois, il reçoit 8 sélections pour aucun but marqué en équipe du Danemark entre 1945 et 1948.
Son premier match en sélection a lieu le 24 juin 1945 contre la Suède (défaite 1-2 à Solna) en amical.
Il dispute quatre matchs durant le tournoi des Jeux olympiques de 1948. L'équipe danoise est médaillée de bronze : Overgaard est titulaire lors de la petite finale remportée contre la Grande-Bretagne (victoire 5-3). C'est son dernier match en sélection.

## Palmarès

### En sélection
Danemark
- Jeux olympiques :
  -  Bronze : 1948.